# Seito Yamamoto
Seito Yamamoto (jap. 山本 聖途, Yamamoto Seito; * 11. März 1992 in Okazaki) ist ein japanischer Leichtathlet, der sich auf den Stabhochsprung spezialisiert hat.

## Sportliche Laufbahn
Erste internationale Erfahrungen sammelte Seito Yamamoto bei den Olympischen Spielen 2012 in London, bei denen er ohne eine gültige Höhe in der Qualifikation ausschied. Im Jahr darauf gewann er bei der Sommer-Universiade mit 5,60 m die Silbermedaille hinter dem US-Amerikaner Sam Kendricks. Er qualifizierte sich auch für die Weltmeisterschaften in Moskau, bei denen er mit 5,75 m den sechsten Platz belegte. Anschließend siegte er bei den Ostasienspielen in Tianjin mit 5,50 m. 2014 nahm er erstmals an den Asienspielen in Incheon teil und überquerte keine Höhe. 
2015 gewann er bei den Asienmeisterschaften in Wuhan mit 5,50 m die Silbermedaille hinter dem Chinesen Zhang Wei. Damit qualifizierte er sich für die Weltmeisterschaften in Peking, bei denen er mit 5,65 m in der Qualifikation ausschied. 2016 gewann er bei den Hallenasienmeisterschaften in Doha mit 5,60 m die Silbermedaille hinter Huang Bokai aus China. Anschließend nahm er an den Hallenweltmeisterschaften in Portland teil und wurde dort mit 5,55 m Zehnter. Im Sommer qualifizierte er sich erneut für die Olympischen Spiele in Rio de Janeiro, bei denen er erneut ohne eine gültige Höhe in der Qualifikation ausschied. Bei den Weltmeisterschaften 2017 in London schied er mit 5,30 in der Qualifikation aus. 2018 nahm er erneut an den Asienspielen in Jakarta teil und siegte dort  mit 5,70 m. Im Jahr darauf belegte er bei den Asienmeisterschaften in Doha mit 5,51 m den siebten Platz. Zudem nahm er an den Weltmeisterschaften, die ebenfalls in Doha stattfanden teil und schied dort mit 5,60 m in der Qualifikation aus. 2020 siegte er mit 5,60 m beim Seiko Golden Grand Prix und im Jahr darauf mit 5,55 m bei Ready Steady Tokyo - Athletics. Daraufhin nahm er erneut an den Olympischen Spielen ebendort teil und schied dort mit 5,30 m in der Qualifikationsrunde aus.
2022 siegte er mit 5,60 m beim Michitaka Kinami Memorial Athletics Meet und im Juli schied er bei den Weltmeisterschaften in Eugene mit 5,65 m in der Qualifikationsrunde aus. Im Jahr darauf brachte er bei den Asienspielen in Hangzhou keinen gültigen Versuch zustande. 2025 belegte er bei den Asienmeisterschaften in Gumi mit 5,42 m den siebten Platz.
In den Jahren 2012 und 2013 sowie 2017, 2018 und 2024 wurde Yamamoto Japanischer Meister im Stabhochsprung im Freien sowie 2020 und 2022 in der Halle.